# دلیک (بخش مرکزی کهگیلویه)
دلیَک یک روستا در ایران است که در دهستان دشمن‌زیاری (کهگیلویه) واقع شده‌است.
در سرشماری ۱۳۸۵ جمعیت این روستا کمتر از سه خانوار بوده است.